# 渡部英敏
渡部 英敏（わたなべ ひでとし、1941年2月22日 - ）は、日本の政治家。元福島県会津美里町長（4期）、元会津高田町長（2期）。

## 来歴
福島県会津美里町出身。福島県立会津高等学校卒業。1964年（昭和39年）3月、東京経済大学経済学部卒業。同年4月、自営業に従事。1996年（平成8年）4月、会津高田町立高田公民館長に就任。
1999年（平成11年）、会津高田町長選挙に立候補し初当選した。2003年（平成15年）、無投票で再選。
2005年（平成17年）10月1日、大沼郡会津高田町・会津本郷町・新鶴村が合併して、会津美里町が発足。同年11月8日公示、11月13日執行の会津美里町長選挙に立候補し、無投票で初当選した。2017年（平成29年）まで4回連続で無投票で当選した。

### 官製談合の疑いで逮捕
2021年（令和3年）2月25日、官製談合防止法違反と公契約関係競売入札妨害の疑いで逮捕された。また、建設会社代表が公契約関係競売入札妨害の疑いで逮捕された。報道によれば、2020年（令和2年）10月に入札を予定していた高田地域町営住宅解体除去工事の指名競争入札で、渡部は入札前に予定価格と最低制限価格を建設会社代表に漏らして落札させた疑いがある。会社代表は元会津美里地区安全運転管理者協会長。
同年3月3日、辞職願を代理人弁護士を通じて町に郵送した。3月8日、町議会は全会一致で辞職願に同意。同日付で辞職した。7月5日、官製談合防止法違反などの罪で懲役1年6月、執行猶予4年を言い渡された。検察側、渡部ともに控訴期限の7月19日までに控訴しなかったため、有罪判決が確定した。